# Flughafen Iraklio

i7
i11
i13
Der Flughafen Iraklio Nikos Kazantzakis (offiziell: Heraklion International Airport Nikos Kazantzakis; griechisch Κρατικός Αερολιμένας Ηρακλείου Νίκος Καζαντζάκης Kratikos Aerolimenas Nikos Kazantzakis, (IATA-Code: HER, ICAO-Code: LGIR)) ist der Hauptflughafen der griechischen Insel Kreta und wurde 1937 fertiggestellt. Gemessen am Passagieraufkommen ist er nach dem Flughafen Athen der zweitgrößte Flughafen Griechenlands. Namensgeber ist der Schriftsteller und Philosoph Nikos Kazantzakis, der 1883 in Iraklio geboren wurde. Der Flughafen soll voraussichtlich im Jahr 2027 durch einen neuen ersetzt werden.
Der Flughafen liegt etwa drei Kilometer östlich vom Stadtzentrum Iraklios auf dem Gebiet des Gemeindebezirks Nea Alikarnassos unweit des Hafens.

## Geschichte

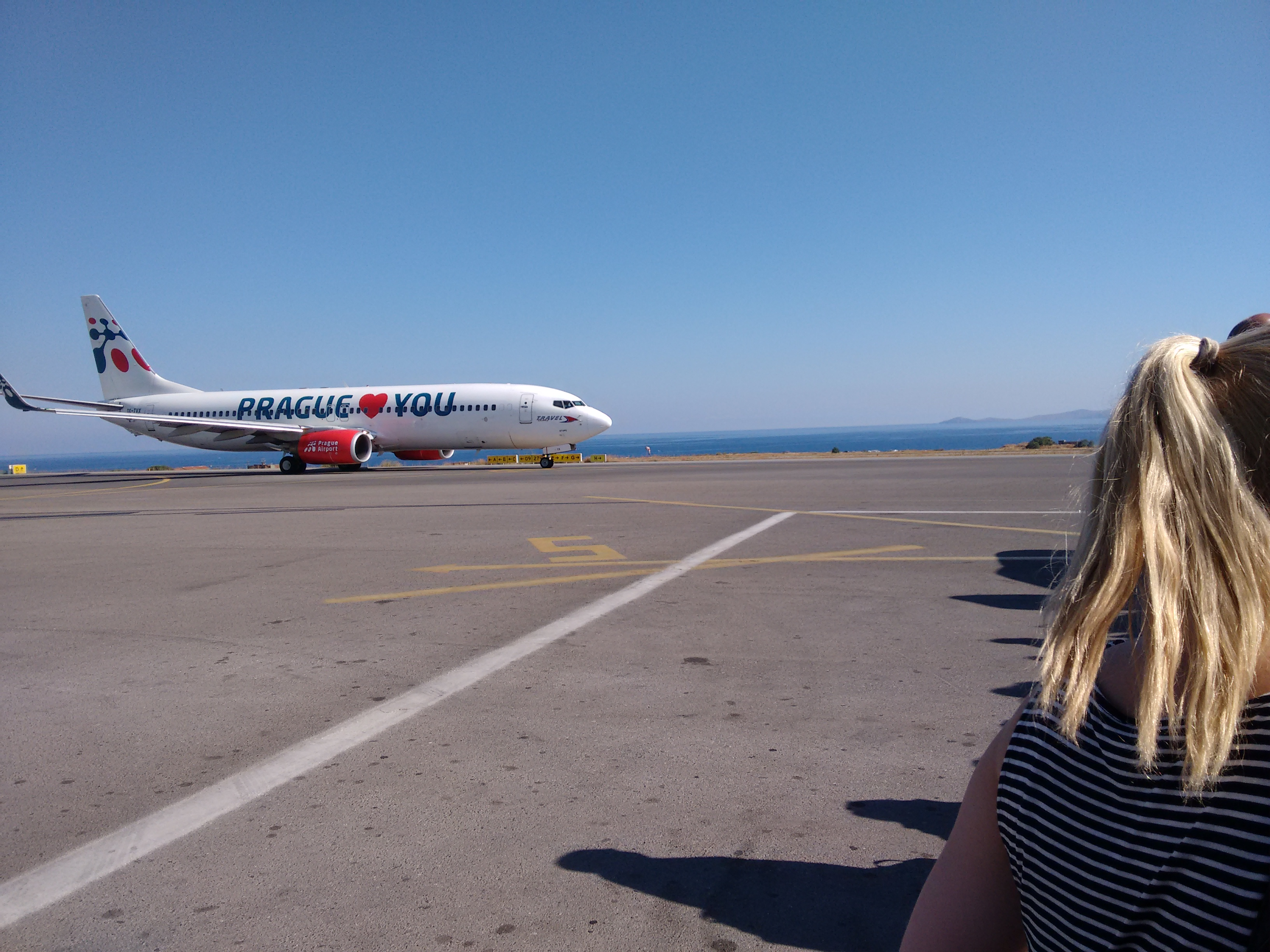

Der Flughafen wurde im März 1939 eröffnet. Die staatliche Fluggesellschaft HEES flog täglich von Athen aus mit Flugzeugen des Typs Junkers Ju-52.
In der Zeit des Zweiten Weltkrieges ruhte die zivile Nutzung. Kampfflugzeuge des Lehrgeschwaders 1 und des Kampfgeschwaders 77 der deutschen Luftwaffe nutzten die Basis, um im östlichen Mittelmeer Angriffe auf Schiffe, nordafrikanische Häfen und den Suezkanal durchzuführen.
Mit Eröffnung der 1850 Meter langen Landebahn 09/27 konnten erstmals auch größere Flugzeuge in Iraklio landen, und Olympic Airways richtete ab 1954 direkte Flüge ein. Um den zunehmenden Passagierzahlen gerecht zu werden, wurde 1971 ein neues Terminal eröffnet. Das Gebäude wurde bis heute kontinuierlich erweitert, und trotz umfassender Maßnahmen zum Ausbau des Flughafens seit Ende der 1980er Jahre wird das Terminal den hohen Passagierstömen in den Sommermonaten bis heute kaum gerecht. Zusätzlich wurden weitere Parkpositionen eingerichtet und die bestehende Landebahn erneuert. 15 Parkpositionen ermöglichen die Abfertigung von größeren Flugzeugen bis Boeing 747. Von 1987 bis 1998 hat Iraklion seine Passagierzahlen von 2.399.888 auf 4.188.473 nahezu verdoppelt. 2014 wurden über 6 Millionen Gäste abgefertigt, 2019 bereits 8 Millionen.
Für die meisten startenden Flugzeuge war es noch bis mindestens 2007 nötig, ein Stück über die Startbahn zur Startposition zu rollen. Dies minderte die Kapazität an möglichen Flugbewegungen empfindlich. Mit Fertigstellung des Rollweges D konnte dieses Problem behoben werden.

## Besonderheiten
Der Flughafen verfügt über drei Start- bzw. Landebahnen, von denen zwei noch in Betrieb sind. In der Regel erfolgt der Landeanflug auf die Landebahn 27 in westliche Richtung. Bedingt durch die Lage des Flughafens kommt es beim Landeanflug auf die Landebahn 27 oft zu Seitenwinden aus nördlichen bzw. nordwestlichen Richtungen. Zur Lärmreduzierung wird nach dem Start in gleiche Richtung eine Rechtskurve zur Umgehung des Stadtzentrums von Iraklio geflogen. Die Bahn 12/30 wird kaum genutzt.
Der Flughafen verfügt lediglich über Außenpositionen ohne Fluggastbrücken und trotz seiner hohen Anzahl von Flugbewegungen verfügt der Flughafen Iraklio bisher nicht über ein Instrumentenlandesystem.

## Flugziele
Eine große Zahl von europäischen Charter-, Linien- sowie Billigfluggesellschaften fliegt besonders in der Sommersaison den Flughafen an.
Als größte griechische Fluggesellschaften bieten Aegean Airlines, Olympic Air und Sky Express auch im Winterflugplan Verbindungen nach Iraklio an. In der Sommersaison bestehen Linienverbindungen nach Athen, Thessaloniki und Rhodos.
Vermehrt kamen in den Jahren vor dem Ukrainekrieg auch russische Fluggesellschaften wie Aeroflot und UTAir nach Iraklio.

## Zwischenfälle
- Am 24. August 1960 fiel an einer Vickers Viking 1B der britischen Don Everall Aviation (Luftfahrzeugkennzeichen G-AMNK) beim Start vom Flughafen Heraklion ein Triebwerk aus. Das Flugzeug stürzte aus einer Höhe von etwa 100 Fuß (30 Metern) ins Meer. Alle 3 Besatzungsmitglieder, die einzigen Insassen auf dem Frachtflug, kamen ums Leben.[2]